# Dance-ui sunjeong
Dance-ui sunjeong (댄서의 순정?), noto anche con il titolo internazionale Innocent Steps, è un film del 2005 diretto da Park Young-hoon.

## Trama
Na Young-sae è un famoso ballerino che tuttavia è stato volontariamente screditato da un suo rivale che provava rancore nei suoi confronti, Jung Hyun-soo. Young-sae progetta allora di fare un ritorno "trionfale" nel mondo della danza,  insieme alla talentuosa ballerina cinese Jang Chae-min. A causa di un equivoco, arriva però in Corea sua sorella minore Chae-ryn, che invece non conosce neppure un singolo passo.

## Distribuzione
In Corea del Sud la pellicola è stata distribuita dalla Show East a partire dal 28 aprile 2005.